# Курганиха
Курганиха — деревня в Александровском районе Владимирской области России, входит в состав Каринского сельского поселения.

## География
Деревня расположена в 8 км на северо-запад от центра поселения села Большое Каринское и 7 км на запад от города Александрова, в 2 км от ж/д станции Струнино на линии Александров — Сергиев Посад.

## История
В XIX — начале XX века деревня входила в состав Александровской волости Александровского уезда. В 1859 году в деревне числилось 13 дворов, в 1905 году — 23 двора, в 1926 году — 48 дворов.
С 1929 года деревня входила в состав Каринского сельсовета Александровского района, с 1948 года — в составе пригородной зоны города Александрова, с 1965 года — в составе Александровского района, с 2005 года — в составе Каринского сельского поселения. 

## Население
| 1859 | 1905 | 1926 | 2002 | 2010 | 2021 |
| ---- | ---- | ---- | ---- | ---- | ---- |
| 109  | ↗162 | ↗210 | ↘33  | ↘24  | ↗36  |